# Témoins de Jéhovah sous le Troisième Reich

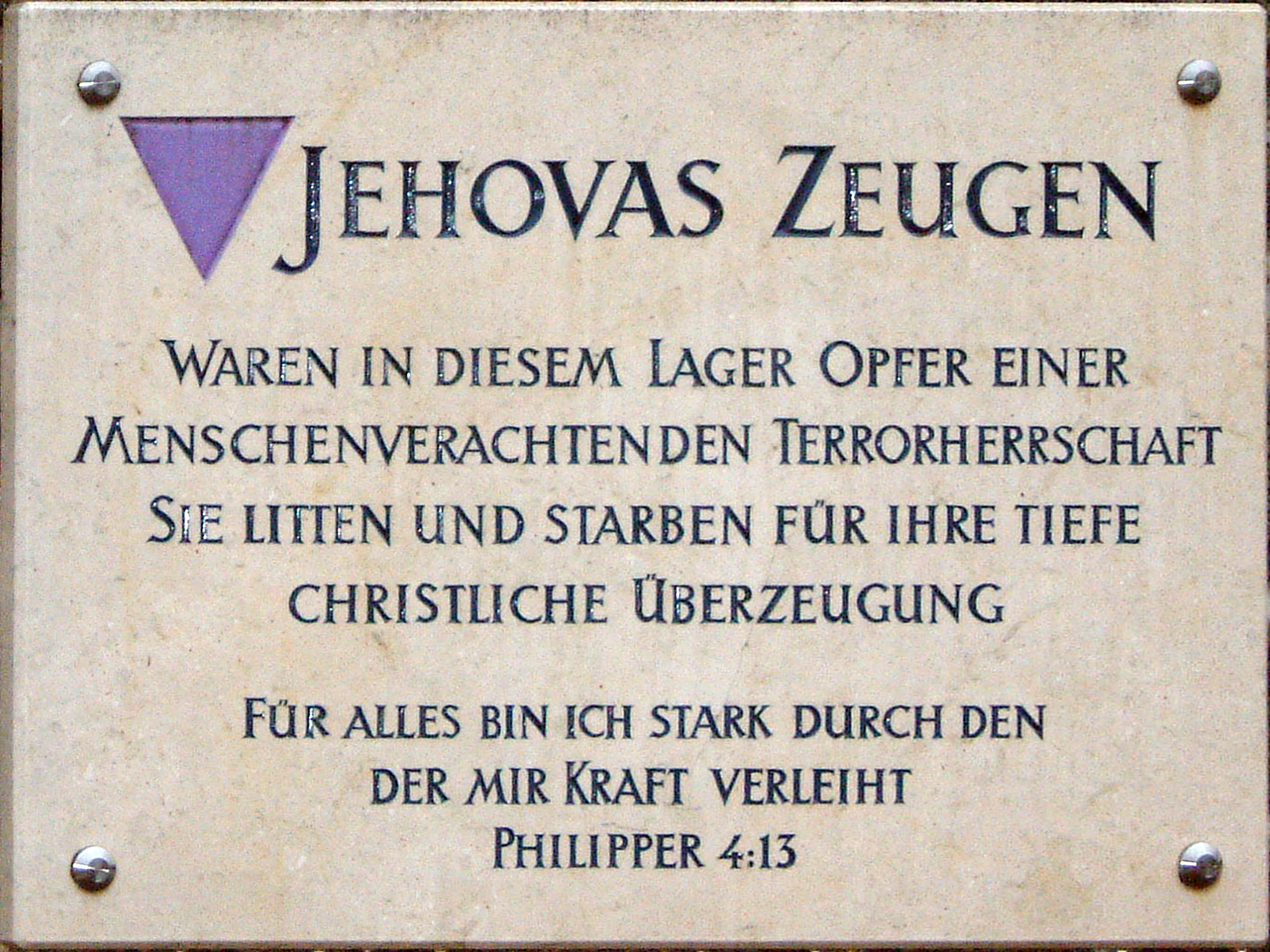
Plaque commérorative à la mémoire des Témoins de Jehovah internés au camp de Mauthausen.

Les Témoins de Jéhovah sous le Troisième Reich ont été persécutés par le régime nazi en raison de leurs prétendus liens avec les juifs, les francs-maçons et les communistes, de leur refus de voter, de prendre les armes, de faire le salut hitlérien et de leur prosélytisme jugé subversif. On estime qu'environ 6 000 d'entre eux ont été emprisonnés, dont 2 000 qui ont été envoyés dans des camps de concentration. Environ 1 200 d'entre eux sont morts, dont 250 par exécution.
Dans les années 1920 à 1932, les Témoins de Jéhovah allemands ont subi l'opposition des mouvements nationalistes ainsi que des Églises, ce qui les a parfois entrainés devant les tribunaux. En 1933, avec l'arrivée d'Hitler au pouvoir, le mouvement a été officiellement interdit et a tenté une conciliation jusqu'à la fin de l'année. Puis de 1934 à 1937, les Témoins de Jéhovah ont distribué des tracts dénonçant le régime nazi, chaque nouvelle campagne entraînant son lot de persécutions. Enfin, dès 1933, et plus encore à partir de 1938, certains membres ont été détenus dans des camps de concentration.

## Les Étudiants de la Bible sous la République de Weimar (1918-1933)
La persécution des Étudiants de la Bible, puis des Témoins de Jéhovah (nouvelle appellation en 1931), par l'État nazi ne vient pas de manière inattendue en Allemagne. Les motifs invoqués et les slogans servant à la justifier apparaissent dès le début de la République de Weimar en 1918. Déjà au cours de la Première Guerre mondiale (1914-1918), les Étudiants de la Bible se font remarquer par les autorités en raison de leur position contre la guerre. Dans les années 1920, ils attirent encore leur attention de par leur activité missionnaire et leur annonce de la fin des gouvernements interprétée abusivement comme de l'agitation politique communiste. Rapidement, dans l'Allemagne appauvrie d'après-guerre, dans une effervescence religieuse générale beaucoup de personnes traumatisées par les évènements se tournent vers le mouvement des Étudiants de la Bible (en 1918 : 3 900 fidèles, 1919 : 5 545, 1926 : 22 535), d'autant plus que le mouvement annonce 1925 comme date de la fin du vieux monde et le début d'une nouvelle ère.

### Opposition politique
En raison du soutien au sionisme qu'affichent les Étudiants de la Bible, certains auteurs du Mouvement völkisch dont font partie les auteurs national-socialistes, présentent l'organisation comme étant financée par les Juifs et les francs-maçons. Dès 1923 Alfred Rosenberg, un théoricien du parti nazi, écrit que les Étudiants de la Bible préparent par leur action sur le mental « la domination politico-religieuse des juifs sur le monde ». Cette rumeur est rendue crédible aux yeux du grand public en 1924 quand l'office central pour l'Europe des Étudiants de la Bible attaque en diffamation un physicien, le docteur Fehrmann, qui les avait accusés d'être financés par les juifs lors d'une réunion publique en Suisse. Au procès, celui-ci produit une lettre supposée d'un franc-maçon de haut rang qui confirmerait ce point. La cour rejette la demande des Étudiants de la Bible sur un point technique, ne se prononçant pas sur la véracité de la lettre. Cela suffit néanmoins pour que les polémistes y voient une confirmation de la rumeur.

### Opposition religieuse
En raison  notamment de la campagne anti-églises de Rutherford, le responsable international du mouvement, les Étudiants de la Bible subissent une opposition conséquente de nationalistes issus de l'Église évangélique et dans une moindre mesure de membres de l'Église catholique. Ces Églises, par l'intermédiaire de centres pour l'apologétique, fournissent à leur clergé respectif des argumentaires pour contrer les Étudiants de la Bible, diffusés sous forme de tracts, pamphlets et livres. En plus des arguments théologiques, beaucoup des idées présentées dans ces documents sont en fait des reprises d'arguments antisémites et nationalistes. Des deux côtés, des tentatives de confrontation d'idées ont parfois lieu : tandis que des Étudiants de la Bible prêchent et distribuent des tracts devant les églises et les cimetières, des ecclésiastiques essayent parfois de prendre la parole lors d'assemblée des Étudiants de la Bible.
À partir de 1924, deux évènements aggravent le conflit. En premier lieu, Paul Balzereit, le dirigeant allemand de la filiale des Étudiants de la Bible, publie un livre sur l'Église catholique, intitulé La plus grande puissance secrète du monde, sous le pseudonyme de P. B. Gotthilf, sans l'identifier comme une publication des Étudiants de la Bible. Dans ce livre, le Vatican est présenté comme responsable du déclenchement de la Première Guerre mondiale, dont l'Allemagne a été la principale victime. Il ajoute que les Étudiants de la Bible sont les principaux ennemis de Rome et que l'accusation portée contre ces derniers de « mener une campagne de propagande en faveur de la domination mondiale juive » vient en fait « d'opposants religieux aux Étudiants de la Bible qui sont à la recherche de la domination mondiale pour eux ». Il ne fait dès lors pas grand mystère de l'origine du livre, qui est interdit et l'éditeur est condamné à payer une amende. En second lieu, les Étudiants de la Bible lancent une campagne de distribution à plusieurs millions d'exemplaires d'un tract intitulé les ecclésiastiques inculpés, qui touche même les plus petits villages en Allemagne. Dans ce tract, le clergé tant évangélique que catholique est accusé de « faire alliance avec le diable » en se transformant en « porte-parole du militarisme et de la guerre ». Il est de même jugé, car le tract affirme que « le Jour de colère de Dieu sur la Chrétienté » est arrivé. Pour ces Églises, la coupe est pleine, et elles tentent de faire interdire le mouvement à partir de ce jour.
Les moyens juridiques mis en œuvre contre les Étudiants de la Bible sont toutefois limités. Seules les lois contre le démarchage à domicile illégal peuvent être utilisées par leurs opposants. En 1926, 897 procédures sont recensées contre des Étudiants de la Bible. L'année d'après, c'est le double. Les accusés sont acquittés dans la majorité des cas. Des amendes ne sont effectivement imposées que dans de rares cas. En 1929, c'est au tour d'une loi réglementant le Sabbat d'être utilisée. En mars 1931, sous la pression des milieux ecclésiastiques, un décret du président du Reich prévu pour renforcer le pouvoir de la police contre les mouvements politiques extrêmes, rend possibles des poursuites judiciaires lorsqu'"une organisation religieuse publiquement reconnue, ses institutions, ses coutumes ou objets de vénération sont abusés ou malicieusement dénigrés". Sur cette base, la Bavière est le premier Land à interdire la littérature des Étudiants de la Bible, interdiction confirmée par la Haute-Cour Nationale Bavaroise, le 15 août 1932 . D'autres Länder, comme le Württemberg et Baden, prennent des interdits similaires. Dans ce dernier, les Étudiants de la Bible arrivent néanmoins à faire lever l'interdiction par la Cour Administrative .
Après la non-réalisation des prophéties pour l'année 1925, la croissance du mouvement stagne, et à partir de 1928, le nombre de membres diminue même. Mais au cours des trois dernières années avant la prise de pouvoir d'Hitler, une augmentation considérable du nombre de fidèles est de nouveau enregistrée en raison tant de l'intense prédication du mouvement que des conditions économiques qui se détériorent de nouveau depuis la crise de 1929. Malgré cette croissance, lorsque les nazis arrivent au pouvoir en 1933, les 25 000 à 30 000 fidèles des Témoins de Jéhovah ne représentent qu'environ 0,038 % de la population allemande.

## Hésitation et tentative de conciliation (1933)
Bien qu'ils soient parmi les premières victimes du nazisme, les Témoins de Jéhovah croient dans un premier temps, à l'image des autres groupes sociaux et politiques d'Allemagne, que s'ils se conforment dans une certaine mesure à l'air du temps, ils pourraient être à l'abri.

### Vers l'interdiction générale

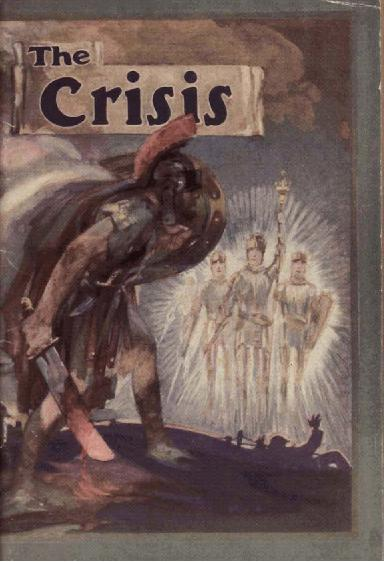
Page de Garde de la brochure "La Crise" distribuée en Allemagne par les Témoins de Jéhovah en 1933.

Lors de l'arrivée au pouvoir du parti nazi, dès janvier 1933, les dirigeants des Témoins de Jéhovah tentent d'anticiper les attaques sur le caractère politique supposé du mouvement en soulignant dans les pages de la revue L'Âge d'Or en allemand que le terme "international" contenu dans l'intitulé de leur association n'a qu'un sens religieux. Sans en avertir les fidèles, entre février et mars 1933, l'association est scindée en deux, les deux entités se nomment respectivement "l'Association des Étudiants de la Bible Allemands du Sud" et "l'Association des Étudiants de la Bible Allemands du Nord" en guise de mesure de défense préventive. Ils continuent néanmoins leur activité de diffusion de leur message à grande échelle et, du 8 au 16 avril, ils participent à une distribution mondiale de la brochure "La Crise". Surpassant leurs frères des États-Unis, 19 286 Témoins allemands distribuent 2 271 630 brochures contre 877 194 pour 20 719 Témoins américains. Cette campagne provoque de nouveau des réactions hostiles et de nombreuses plaintes affluent auprès des services de police. D’avril à mai, ils sont interdits dans plusieurs Länder : le 10 avril dans le Mecklembourg, le 13 en Bavière, le 18 en Saxe, le 26 en Thuringe, le 15 mai dans le grand-duché de Bade, le 19 mai en Basse-Saxe. 
Le 24 avril, la police de Magdebourg investit le siège national du mouvement à la recherche de documents séditieux. Le 26 avril les Témoins allemands, par l'intermédiaire de leur conseiller juridique Hans Dollinger, tentent de rencontrer Hitler en personne pour lui exposer leur cas. Ils lui font passer une lettre où ils précisent qu'ils n'acceptent comme membres que des citoyens allemands, et qu'ils sont ennemis du communisme. Le Führer répond qu'il est trop occupé pour les recevoir. Ce même jour, le siège international du mouvement contacte le département américain pour lui demander d'intervenir, arguant que la société Watch Tower étant une société américaine, un traité de 1923 entre l'Allemagne et les États-Unis interdit que des biens américains soient saisis. Le 27 avril, le département américain sollicite l'ambassade américaine en Allemagne pour qu'elle intervienne. Le 29 avril, les biens sont restitués, ce qui est confirmé le 2 mai par l'ambassadeur à sa hiérarchie.
Conscients du danger qui les menace, les dirigeants allemands publient une « déclaration publique » dans le numéro du 15 mai de l'Âge d'Or dans laquelle ils exposent qu'ils n'ont rien à voir avec les juifs et les francs-maçons, que les accusations étrangères sur les atrocités qui pourraient être commises en Allemagne sont fausses, que les employés allemands du mouvement ont été bien traités lors de la confiscation des biens et que deux des trois avocats du mouvement sont membres du parti nazi.
Au milieu du mois de juin, la plupart des Länder ont interdit les Témoins de Jéhovah ou ont fortement limité leurs activités. Seul le plus grand, la Prusse, où se trouve le siège national du mouvement, ne l'a pas encore fait. Lors d'une réunion le 1er juin à Berlin, des représentants du gouvernement et des Églises s'accordent sur l'interdiction. Pour satisfaire aux exigences légales, le lien avec le communisme doit être souligné et les propriétés du mouvement ne doivent pas être confisquées. Deux semaines plus tard, le 24 juin, le décret est publié et le 3 juillet le mouvement en est informé officiellement.
C'est le premier assaut réussi contre la liberté religieuse dans l'Allemagne nazie. Selon l'historienne Christine King, il y a plusieurs raisons aux choix des Témoins de Jéhovah comme première cible. L'interdiction a pu être "rapide, facile et publique". Elle a pu apaiser les Églises majoritaires ainsi que « brandir une menace » au cas où celles-ci « ne se conformeraient pas aux souhaits du parti ». Cela pouvait « offrir une concession dans le parti à ceux qui, comme Martin Bormann, souhaitaient voir des mesures draconiennes prises contre tous les chrétiens ».

### La Déclaration des Faits

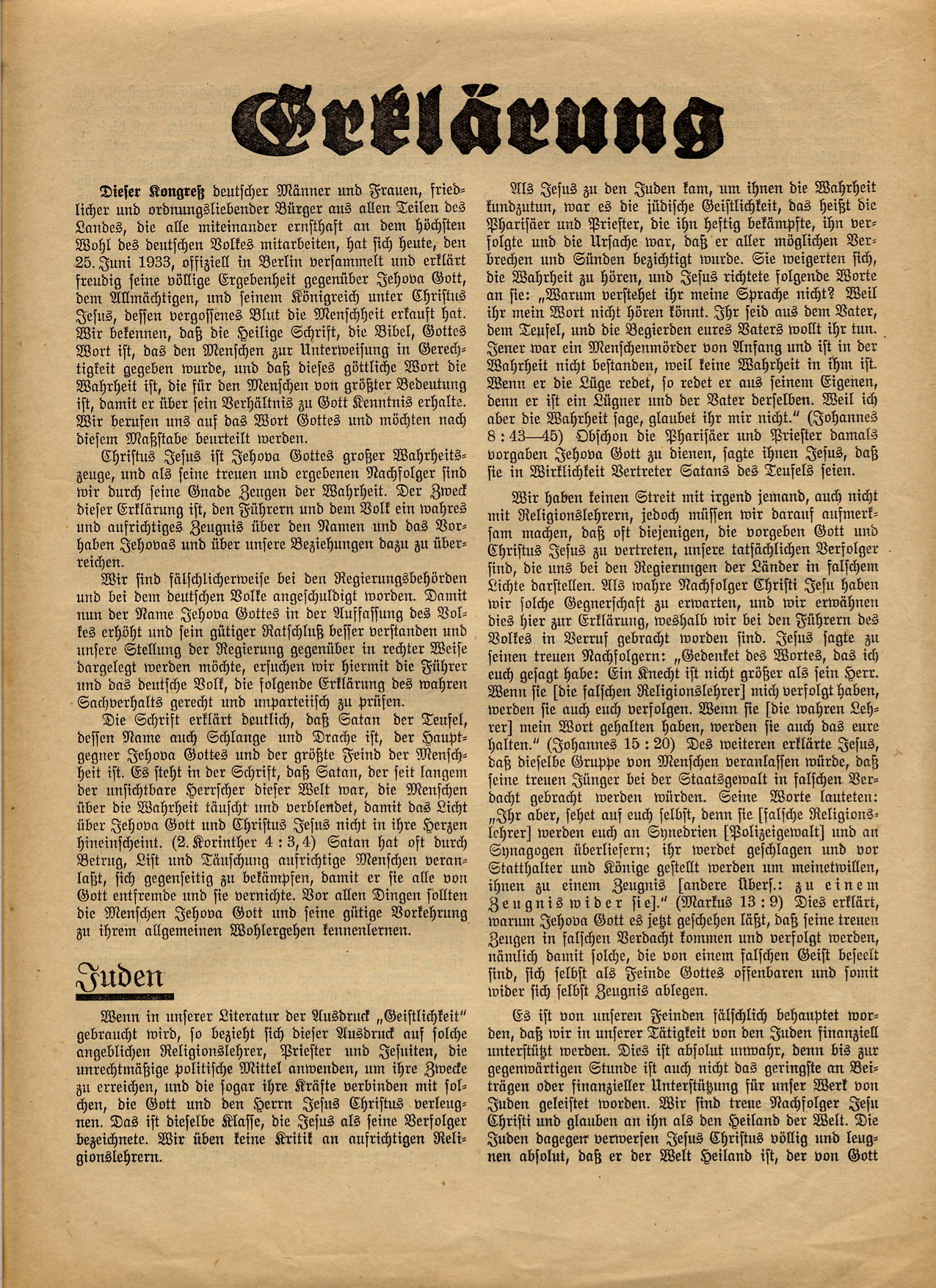
La Déclaration de Faits 25 juin 1933
(page 1)

#### Contexte
Quelques jours avant l'interdiction, de passage en Allemagne, Rutherford, le président international du mouvement, rencontre le consul américain Gest, qui lui explique que son action se limitera à protéger les propriétés du mouvement de la confiscation. Comme le confirme une lettre du Consul Général Messersmith envoyée en juillet à ses supérieurs à Washington, les émissaires des États-Unis en Allemagne veulent se limiter à la protection des biens du mouvement, car ils s'interrogent sur le contenu de ses écrits. Messersmith déclare à ce propos: « Bien qu'agissant comme une société religieuse, les pamphlets contiennent des commentaires qui ne sont pas de caractère purement religieux ». Le 25 juin 1933, les Témoins de Jéhovah, qui ne sont pas encore au courant de leur interdiction, organisent une assemblée à Berlin, aux Wilmersdorfer Tennishallen à l'initiative de Rutherford. Il s'agit de faire bonne impression auprès des leaders du parti nazi. Environ 7 000 fidèles du mouvement assistent à l'assemblée et sont encouragés à suivre la même attitude loyale que leurs responsables envers les autorités. À cet effet, ils adoptent une résolution intitulée « Déclaration », qui est écrite elle aussi par Rutherford,.
Plusieurs points provoquent la surprise de certains participants à cette assemblée. Konrad Franke, un témoin de Jéhovah qui sera le futur dirigeant du mouvement en Allemagne, est par exemple choqué par les drapeaux à croix gammée qui décorent les halls. Il rapporte que le choix du cantique entonné en début de l'Assemblée empêche certains fidèles de le chanter. Ce chant utilise la même musique que l'hymne national allemand et n'est plus chanté depuis longtemps par les croyants pour cette raison. Pour l'historien Garbe, ce choix n'est probablement pas une coïncidence . Le contenu de la Déclaration pose aussi problème. De nombreux participants ne peuvent l'adopter, car elle leur semble trop conciliante envers les autorités.
Après l’assemblée, les Témoins de Jéhovah distribuent environ 2 100 000 exemplaires de cette « déclaration », qui est aussi envoyée à Hitler, accompagnée d'une lettre manuscrite vraisemblablement écrite par le dirigeant allemand des Témoins de Jéhovah de l'époque, Paul Balzereit.

#### Contenu
La déclaration demande aux autorités de réexaminer les « faits véridiques » concernant l'association des Étudiants de la Bible, étant donné que de « fausses  accusations »  d'attitude subversive ont été formulées contre elle par « le clergé politique, les prêtres et les Jésuites. » Le mouvement affirme avoir une attitude positive envers le gouvernement, affirmant qu'au lieu d'être « une menace pour la paix et la sécurité de ce gouvernement », il recherche le bien du pays et partage certains points de vue avec les nouveaux dirigeants.
La déclaration récuse ensuite tout lien financier du mouvement avec les Juifs, prouvant cette impossibilité par le fait que ces derniers ont rejeté Jésus-Christ comme sauveur. Elle présente l'empire Anglo-américain comme l'empire le plus oppressif sur terre. Elle critique vertement la Société des Nations, le capitalisme international mis en place et dirigé par les juifs pour exploiter et opprimer les peuples de beaucoup de nations, affirme sa position commune avec le gouvernement allemand en place dans sa lutte contre cette oppression et les influences religieuses néfastes et affirme que Jéhovah Dieu, par l'intermédiaire de Jésus-Christ, apportera la pleine réalisation des principes défendus par le gouvernement allemand.

#### Polémique
Cette recherche de conciliation avec les dirigeants nazis vaut aux Témoins de Jéhovah des accusations d'allégeance au nazisme et d'antisémitisme, voire d'être "pro-fascistes". Ces accusations sont apparues dans les années 1970, dans un ouvrage paru en RDA, publié sous le nom de Manfred Gebhard, mais rédigé par des auteurs inconnus en collaboration avec le ministère de la Sûreté de l'État Est-Allemand . Cet ouvrage cherche à légitimer l'interdiction des Témoins de Jéhovah en RDA à cette époque . D'une manière plus nuancée, mais tout aussi critique, dans son ouvrage Apocalypse delayed, l'historien, ancien Témoin de Jéhovah, James Penton estime que les responsables de la Société Watchtower ont tenté de séduire le régime nazi par l'affirmation de leur loyauté à l'égard du gouvernement national-socialiste et par des déclarations antisémites dans la Déclaration de Faits. 
Les Témoins de Jéhovah, de leur côté, ont d'abord tenté de représenter cette Déclaration de  manière erronée  comme une "résolution de protestation" . Dès 1939, dans une de leurs revues suisses, il la présente comme une "résolution contre la persécution injustifiée du gouvernement de Hitler" . En 1959 et 1961, dans leur revue La Tour de Garde c'est une "protestation véhémente contre le gouvernement hitlérien",. En 1974, à la suite de l'édition du livre polémique est-allemand, le siège des Témoins de Jéhovah reconnaît qu'elle a été "affaiblie" et que "beaucoup de frères ont refusé de l'adopter pour cette raison", mais en accuse Paul Balzereit, le dirigeant allemand des Étudiants de la Bible de l'époque qui l'aurait fait pour "éviter les difficultés avec les agences gouvernementales". En 1998, le mouvement reconnaît la paternité du texte au dirigeant international Rutherford . Il insiste alors sur le fait que l'essentiel de son contenu n'est pas une prise de position en faveur du régime nazi, mais l'affirmation que leur mouvement était rigoureusement apolitique et religieux, avec des valeurs chrétiennes que Hitler, élevé dans la religion catholique, prétendait partager au tout début de son régime.
Commentant la substance de cette déclaration, l'historien Garbe affirme « Il devint apparent que leurs efforts d'adaptation à cette situation ne laissa pas leur ancienne conception religieuse sans dommage. Au contraire, cela toucha à son essence même. N'importe qui essayant d'améliorer sa position avec les autorités de l'Ancien Monde en faisant de telles déclarations laissa loin derrière la position de neutralité qu'il avait acceptée pour lui-même. Les calculs politiques, et rien d'autres, ont déterminé la phraséologie, quand à peine trois mois après le boycott des magasins juifs en Allemagne, des slogans anti-juif furent inclus dans la déclaration. »"

### Dernières tentatives de conciliation
Le 28 juin 1933, le siège national est de nouveau occupé par les S.A tandis que les dirigeants nationaux comme Balzereit ont fui à Prague. Du 21 au 24 août 1933, les nazis brûlent 25 camions de livres et de publications du mouvement aux portes de la ville. Martin Harbeck, le dirigeant de la filiale suisse, qui a pris la relève de la direction allemande en fuite, écrit aux groupes locaux le 28 août, avec l'autorisation spéciale de Rutherford, dans le but de faciliter les négociations en cours avec les autorités. Il demande dans cette lettre de cesser toute activité de distribution de livres et de réunions sans l'autorisation des autorités allemandes, de se soumettre à toutes leurs directives, y compris dans le domaine de la prédication. Cette décision choque une partie des fidèles actifs car elle est présentée comme étant agréable à Dieu. Comme le note James Penton, Harbeck affirme que les Témoins ne pourront de nouveau prêcher qu'une fois le Royaume du Christ pleinement établi .
Les quartiers généraux de Brooklyn face à cette situation, se tournent à nouveau vers le Département d’État des États-Unis pour lui demander de l'aide. Ce dernier mandate l'ambassadeur en Allemagne Dodd d'entrer en négociations avec les autorités allemandes. Le 12 septembre l'ambassadeur obtient la restitution des propriétés du mouvement à Magdeburg qui sera effective le 7 octobre. Dans le même temps un décret du Ministère de l'Intérieur de Prusse du 28 septembre ordonne la libération de tous les Étudiants de la Bible emprisonnés et autorise la reprise des activités du mouvement en dehors des limitations déjà évoquées.
Cette attitude conciliante des représentants du mouvement provoque alors de plus en plus de dissensions au sein des groupes d’Étudiants de la Bible entre ceux qui veulent se confronter "aux puissances sataniques" et ceux qui restreignent leur activité religieuse.
Le 29 septembre 1933, Harbeck continue cette stratégie, dans une pétition envoyée à Hitler, Von HidenBurg et le président de la Prusse, il déclare « Jamais les communistes ou les marxistes n'ont été acceptés au sein des fidèles Étudiants de la Bible. On ne trouve pas de juifs au sein des Étudiants de la Bible. Ainsi, tous les membres fidèles des Étudiants de la Bible saluent le gouvernement national-socialiste parce que Hitler et son État les reconnaissent comme des chrétiens. »,.
Cela n'a pas réussi à apaiser les nazis et des fidèles ont été arrêtés et envoyés dans des camps de concentration durant toute l'année 1933.

## Lutte contre le nazisme (1934-1937)

### La rupture de 1934. Stratégie locale contre stratégie du siège international

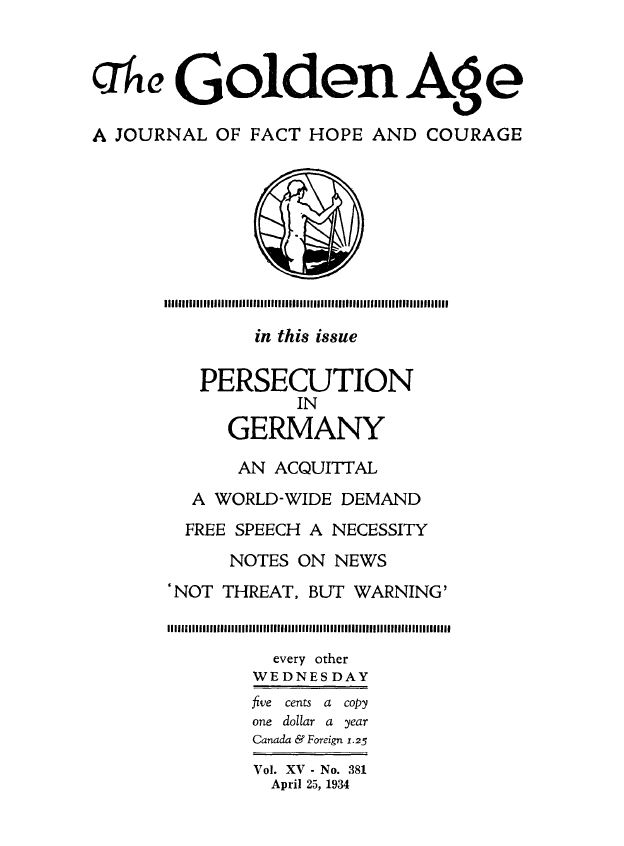
Couverture de l'Age d'Or du 25 avril 1934 en anglais dénonçant les persécutions subies par les Témoins de Jéhovah en Allemagne

Rutherford prenant acte de l'échec des différentes tentatives de conciliation envoie le 9 février 1934, un ultimatum au Chancelier Hitler, lui faisant savoir que s'il ne répond pas positivement à sa lettre avant le 24 mars 1934 en laissant les fidèles libres d'exercer leur culte, le mouvement allait faire connaître internationalement la persécution que subissent les Témoins de Jéhovah en Allemagne, 
. Le 25 avril 1934, le mouvement  s"exécute dans un numéro spécial de L'Age d'Or en anglais.. Du 7 au 9 septembre, une assemblée nommée "Ne les Craignez Pas" réunit à Bâle en Suisse une trentaine de milliers de Témoins de Jéhovah de 10 pays européens dont 1000 Témoins allemands, une protestation est adoptée contre l'attitude du gouvernement allemand. Le 7 octobre les Témoins allemands envoient des lettres recommandées de protestation à un ensemble de fonctionnaires allemands pendant que leurs frères du monde entier envoient un télégramme similaire à Hitler dénonçant sa politique contre les Témoins de Jéhovah en ces termes : « Les mauvais traitements que vous infligez aux Témoins de Jéhovah révoltent les honnêtes gens de la terre et déshonorent le nom de Dieu. Cessez de persécuter les Témoins de Jéhovah, sinon Dieu vous détruira, vous et votre parti national-socialiste. ».
À la suite de cette assemblée, de nombreux Témoins de Jéhovah se remettent à prêcher de porte en porte malgré l'interdiction. Pourtant les tentatives de négociations du Consul Général Américain, couplées au profil-bas des dirigeants allemands ont permis le 13 septembre qu'un décret du Ministre de l'Intérieur du Reich soit publié, restituant toutes les propriétés du mouvement dans tous le Reich et permettant la publication et la distribution de littérature non critiquable. Mais le 15 octobre l'ex-leader du mouvement à Hambourg, Hero Von Ahlften écarté de son poste par Balzereit pour avoir critiqué le national-socialisme dans une lettre interceptée par la censure,  écrit une lettre à Rutherford se plaignant de la désobéissance des dirigeants allemands envers la ligne dure adoptée par Rutherford. En décembre d'autres groupes demandent à Rutherford de prendre position contre Balzereit, le jugeant trop occupé à publier des calendriers et des Bibles plutôt que L'Âge d'Or.
Les arrestations pleuvent, le 17 avril 1935, la dissolution du mouvement est promulguée. Le 15 mai, les dirigeants Paul Balzereit et Hans Dollinger  sont arrêtés. Le 13 juillet les biens de l'association sont saisis. En décembre 1935, neuf des responsables du mouvement dont Balzereit sont condamnés à deux années de prison par un tribunal spécial de Halle. Rutherford utilise cette circonstance pour prendre clairement position et les excommunier du mouvement, jugeant "qu'aucun dans ce procès n'a donné un véritable et fidèle témoignage au nom de Jéhovah".

## L'enfer des camps (1933-1945)
| Renonciation demandée aux Témoins de Jéhovah par les S.S. 1. Je reconnais que l’Union Internationale des Témoins de Jéhovah professe une doctrine erronée et poursuit, sous le couvert d’activités religieuses, des buts subversifs. 2. Je me suis, par conséquent, détourné totalement de cette organisation et je me suis aussi libéré intérieurement de cette secte. 3. J’affirme, par la présente, ne plus jamais participer aux activités de l’Union Internationale des Témoins de Jéhovah. Je dénoncerai sur-le-champ toute personne voulant me gagner à la doctrine erronée des Témoins de Jéhovah, ou témoignant d’une façon ou d’une autre de son appartenance à cette secte. Je remettrai immédiatement au poste de police le plus proche toute publication me parvenant de cette organisation. 4. Je veux observer dorénavant les lois de l’État, défendre ma patrie en cas de guerre, les armes à la main, et m’intégrer entièrement dans la communauté nationale. 5. Il m’a été spécifié que si j’agis contrairement aux termes de la présente déclaration, je serai replacé en détention administrative. |

Entre 1933 et 1945, certains Témoins de Jéhovah d'Allemagne sont persécutés, car ils ne veulent pas prêter allégeance au parti nazi et refusent de prendre les armes. Leur persécution prend la forme de détentions, de déportations dans les camps de concentration, ou d’emprisonnements. Contrairement aux Juifs, aux homosexuels et aux Tsiganes, qui ont été persécutés pour des raisons raciales, politiques ou sociales, les Témoins de Jéhovah l'ont été pour des raisons de conviction religieuse: l'historienne Christine King explique "La raison fondamentale pour laquelle les nazis assimilèrent les témoins fut qu'ils reconnurent en eux une idéologie rivale." Ils étaient les seuls détenus auxquels les Nazis rendaient la liberté s'ils renonçaient à leur foi, se soumettaient à Hitler et contribuaient à l'effort de guerre allemand. Sur environ 20 000 Témoins de Jéhovah allemands, 6 262 sont incarcérés à un moment ou à un autre entre 1933 et 1945,,. Environ 2 000 Témoins de Jéhovah sont déportés dans les camps de concentration, où ils portent un triangle violet. Sur ce nombre, environ 1 200 d'entre eux y laissent la vie, dont 250 par exécution.

#### Sur les persécutions et les camps nazis
- Les persécutions des Témoins de Jéhovah de 1870 à 1936, Musée de l'Holocauste aux États-Unis
- La propagande contre les Témoins de Jéhovah sous le IIIe Reich et en R.D.A.

#### Témoignages d'anciens déportés
- Max Liebster, Lueur dans la Tourmente, Éditions Schortgen, Esch-sur-Alzette (Luxembourg), 2004.
- Simone Liebster, Seule face au lion : une petite Alsacienne résiste au régime nazi, Esch-sur-Alzette, Editions Schortgen, 2004, 439 p. (ISBN 978-2-87953-455-8, OCLC 552485092).
- Bernhard Rammerstorfer, Une volonté de fer, Éditions Schortgen, Esch-sur-Alzette (Luxembourg), 2007.